# ماركوس ويت
ماركوس ويت (بالإنجليزية: Marcos Witt) هو مغن مؤلف ومغني وملحن وعازف بيانو أمريكي، ولد في 19 مايو 1962 في سان أنطونيو في الولايات المتحدة.

## وصلات خارجية
- ماركوس ويت على موقع ميوزك برينز (الإنجليزية)
- ماركوس ويت على موقع ديسكوغز (الإنجليزية)